# San Nicolò a Tordino
San Nicolò a Tordino is een plaats (frazione) in de Italiaanse gemeente Teramo.